# Merlo (entreprise)
 (septembre 2024).
La mise en forme du texte ne suit pas les recommandations de Wikipédia : il faut le « wikifier ».
Les points d'amélioration suivants sont les cas les plus fréquents. Le détail des points à revoir est peut-être précisé sur la page de discussion.
- Les titres sont pré-formatés par le logiciel. Ils ne sont ni en capitales, ni en gras.
- Le texte ne doit pas être écrit en capitales (les noms de famille non plus), ni en gras, ni en italique, ni en « petit »…
- Le gras n'est utilisé que pour surligner le titre de l'article dans l'introduction, une seule fois.
- L'italique est rarement utilisé : mots en langue étrangère, titres d'œuvres, noms de bateaux, etc.
- Les citations ne sont pas en italique mais en corps de texte normal. Elles sont entourées par des guillemets français : « et ».
- Les listes à puces sont à éviter, des paragraphes rédigés étant largement préférés. Les tableaux sont à réserver à la présentation de données structurées (résultats, etc.).
- Les appels de note de bas de page (petits chiffres en exposant, introduits par l'outil «  Source ») sont à placer entre la fin de phrase et le point final[comme ça].
- Les liens internes (vers d'autres articles de Wikipédia) sont à choisir avec parcimonie. Créez des liens vers des articles approfondissant le sujet. Les termes génériques sans rapport avec le sujet sont à éviter, ainsi que les répétitions de liens vers un même terme.
- Les liens externes sont à placer uniquement dans une section « Liens externes », à la fin de l'article. Ces liens sont à choisir avec parcimonie suivant les règles définies. Si un lien sert de source à l'article, son insertion dans le texte est à faire par les notes de bas de page.
- La présentation des références doit suivre les conventions bibliographiques. Il est recommandé d'utiliser les modèles {{Ouvrage}}, {{Chapitre}}, {{Article}}, {{Lien web}} et/ou {{Bibliographie}}. Le mode d'édition visuel peut mettre en forme automatiquement les références.
- Insérer une infobox (cadre d'informations à droite) n'est pas obligatoire pour parachever la mise en page.

Pour une aide détaillée, merci de consulter Aide:Wikification.
Si vous pensez que ces points ont été résolus, vous pouvez retirer ce bandeau et améliorer la mise en forme d'un autre article.
Merlo S.p.A. est une société d'ingénierie industrielle italienne, fondée en 1911, spécialisée dans la production de chariots télescopiques, fixes et à tourelle rotative, de bétonnières à chargement automatique, de tracteurs forestiers, de véhicules à chenilles et de plates-formes automotrices, située à San Defendente di Cervasca, dans la province de Coni, en Italie.

## Histoire
En 1911, Giuseppe Amilcare Merlo fonde une petite entreprise artisanale de ferronnerie. Dans son petit atelier de 250 m², il dispose d'une forge, une enclume, deux perceuses à colonnes et des outils pour le travail de l'acier. Il commence à diversifier sa gamme de produits et à se spécialiser dans les matériels de précision et dans la fabrication de pièces de rechange pour des matériels fabriqués à l'étranger et dont la disponibilité des pièces de rechange est difficile et incertaine.
L'entreprise Merlo a survécu aux deux guerres mondiales et est devenue une référence sérieuse sur le marché national italien. C'est en 1948 que Giuseppe Merlo incite ses deux jeunes enfants à le rejoindre pour, plus tard, le remplacer à la direction. Sa fille Natalina s'occupe de la partie administrative et son fils Amilcare, après plusieurs années passées à compléter sa formation auprès d'autres entreprises, vient aider son père pour la conduite stratégique de l'entreprise familiale.
La forte croissance de l'activité, avec ses débuts à l'exportation, contraint l'entreprise à rechercher de nouveaux locaux, les ateliers étant devenus beaucoup trop exigus pour permettre de satisfaire la demande avec des critères de qualité qui ont toujours caractérisé la marque. La nouvelle usine est inaugurée en 1953 à quelques kilomètres de Coni. L’enclume et la forge ont depuis longtemps cédé leur place à un outillage moderne composé de tours, postes à souder et cintreuses hydrauliques.
Le courage, la ténacité et le dynamisme qui ont, depuis les débuts caractérisé les membres de l'entreprise artisanale de la famille Merlo, permettent à Natalina et Amilcare Merlo, en 1964, de transformer l'entreprise artisanale en une société en nom collectif A. Merlo & C. SNC di Amilcare e Natalina Merlo. Une nouvelle usine de 40 000 m2 est construite à S. Defendente di Cervasca, aux portes de Coni. C'est le début d'une nouvelle phase de grande expansion de la production avec la conquête de nombreux marchés étrangers.
Dans la nouvelle usine, la gamme de produits s'élargit en très peu de temps. Merlo lance la fabrication de dumpers et de bétonnières mobiles pour les chantiers, les types DM et DBM. La demande explose, ce qui confirme le choix audacieux d'avoir inventé et commercialisé ce type de produit. L’adoption de la tourelle rotative sur tous les modèles (brevet Merlo) marque le début d'un long processus de R&D de haute technicité, qui continue encore de nos jours.
En 1970, Merlo présente son premier chariot télescopique sur un châssis à 4 roues directrices, un véhicule "tout terrain" capable de circuler dans de bonnes conditions de sécurité sur tout type de terrains, la gamme CEM. Une des caractéristiques les plus innovantes de l'engin est de pouvoir monter plusieurs accessoires, et de se transformer, en un rien de temps, en un autre engin comme chariot élévateur, chargeuse pour terrassements ou grue.
En 1974, Merlo lance la première grue de chantier sur pneu équipée d'un bras télescopique Merlo qui peut, en ùême temps, sortir le bras télescopique et actionner le treuil monté sur la flèche en treillis, la gamme GX. Cet engin a été le premier de la marque avec une tourelle rotative et devançait de presque 20 ans la concurrence. Un engin dérivé et parmi les plus aboutis en la matière, est le Merlo Roto qui, comme souvent, a anticipé la demande du marché.
En 1981, Merlo lance le SM.30, le premier chariot télescopique, qui représente une étape fondamentale dans l'histoire de la marque, une machine innovante et exclusive, qui offre à la fois les performances d'un chariot élévateur et la polyvalence d'une grue hydraulique à flèche télescopique avec des dispositifs techniques innovants, qui a connu un grand succès commercial avec sa cabine arrondie aux fenêtres incurvées, la translation latérale du bras télescopique à double articulation, la transmission hydrostatique avec quatre roues directrices et motrices permanentes,.
En 1985, Merlo lance un véhicule tout-terrain à 6 roues motrices et directrices baptisé Rambo, polyvalent et robuste, aux performances exceptionnelles, capable de transporter des charges de 18 à 27 tonnes sur des trajets en tout-terrains. L'engin peut être équipé en différentes configurations et se transformer en : grue mobile, bétonnière, foreuse de puits et pour une utilisation militaire.
L'année 1987 représente une année clé dans l'expansion de la société. Elle présente le premier appareil élévateur télescopique au monde avec moteur latéral et bras bas articulé sur la partie arrière du châssis, le Panoramic XS, une révolution mondiale, le seul à offrir une visibilité totale autour du véhicule pour travailler en toute sécurité. Le succès est immédiat et les ventes explosent obligeant l'entreprise à s'agrandir de nouveau.
En 1991, Merlo présente le ROTO 25.11 XS, le premier élévateur télescopique à tourelle rotative. Les modèles de la gamme ROTO sont les premiers au monde à offrir la possibilité d'atteindre chaque point à 360° sans devoir repositionner la charge. La même année, Merlo reçoit la médaille d'or à la Fieragricola de Vérone pour le télescopique P 20.6 et sa transmission hydrostatique révolutionnaire. 
En 1996, Merlo présente le Turbofarmer, la première gamme de 7 chargeurs télescopiques pour l’agriculture, disposant de l'homologation européenne "tracteur agricole". La forte diversification des applications amène Merlo à créer sa propre filiale spécialisée dans la conception et la production d'accessoires spécifiquement conçus pour ses chargeurs télescopiques, TreEmme, une entreprise fondamentale pour le développement de la technologie Merlo qui produit maintenant, en interne, tous les équipements du catalogue, proposant ainsi des solutions sur mesure pour les modèles en garantissant les performances et le niveau maximum de sécurité. 
En 2000, Merlo lance la gamme MultiFarmer, fruit de la recherche technologique de la société. Le Multifarmer est une machine révolutionnaire qui soulève et transporte des charges, actionne des équipements, travaille le sol, tracte des remorques et des outils, et effectue également les opérations de base des tracteurs agricoles. C'est une machine dotée d’un système de travail polyvalent unique en son genre. 
En 2002, Merlo s'aventure sur le nouveau marché prometteur du transport de matériaux sur de courtes distances et présente une gamme complète de machines et d’accessoires pour les utilisations les plus diverses, le Cingo, un petit transporteur universel à chenilles. L’adoption d'accessoires exclusifs accroît la polyvalence de ces machines compactes avec un énorme potentiel opérationnel. 
En 2004, les deux systèmes de suspensions innovants pour chargeurs télescopiques développés par Merlo, marquent un nouveau pas en avant dans le domaine de la recherche technologique. Le dispositif B.S.S. (Boom Suspension System) permet d’amortir hydrauliquement les forces qui atteignent le bras télescopique et le système E.A.S. (Electronic Active Suspension), agissant sur l’essieu avant des chargeurs Panoramic, est un système intelligent, renforcé par des amortisseurs hydropneumatiques fonctionnant à la fois comme suspension active que comme dispositif de correction de l’inclinaison latérale du châssis.
En 2005, Merlo crée son propre centre de formation et de recherche, le CFRM, le premier centre pour la formation des conducteurs de machines et d’accessoires de levage de personnes, matériaux, machines mobiles et machines agricoles. 
Afin de répondre aux nouvelles exigences en matière d’économie d’utilisation et de conformité à la réglementation antipollution de plus en plus stricte, Merlo poursuit l’optimisation de sa transmission hydrostatique, abandonnant le système de gestion traditionnel pour adopter un nouveau concept de gestion de la transmission hydrostatique. Le nouveau système offre d’importantes améliorations du rendement global de la machine sans pénaliser les performances, la contrôlabilité et la facilité d’utilisation. L’objectif est atteint grâce à un système de gestion novateur qui contrôle l’ensemble de la machine, y compris le moteur diesel. Le système de transmission Merlo Eco Power Drive
En 2006, Merlo présente la nacelle aérienne Mpr 15.
En 2011, Merlo révolutionne le concept de la sécurité avec le Contrôle Dynamique de la Charge - Merlo CDC, une véritable révolution dans le concept de sécurité des chargeurs télescopiques frontaux. Les bureaux d'études de Merlo ont été en mesure de créer un système automatique de gestion des paramètres de stabilité de la machine. Le système Merlo CDC a été développé dans le but de se conformer aux exigences de la dernière norme EN 15000 sur la stabilité longitudinale des chargeurs télescopiques.
En 2012, Merlo présente la nouvelle génération des Multifarmer et Turbofarmer, les Turbofarmer 50.8 et le Multifarmer 40.9 dotés d’importantes innovations conceptuelles et technologiques dans les domaines de la sécurité, de l’efficacité, de la polyvalence et du confort.
En 2013, Merlo présente sa transmission MCVTronic. Grâce à son expérience acquise sur les transmissions hydrostatiques, de nouvelles solutions techniques lui ont permis d’atteindre les mêmes performances, la même consommation et la même efficacité qu’une boîte de vitesses CVT traditionnelle avec la transmission à variation continue Merlo CVTronic.
En 2018, présentation de la nouvelle gamme Merlo Construction au Salon Intermat 2018 de Paris, de 15 chargeurs télescopiques pour le secteur construction.

## Le groupe Merlo S.p.A.
Le groupe Merlo S.p.A. est une société entièrement détenue par les membres de la famille Merlo. En 2023, il disposait de 7 filiales commerciales, était présent dans plus de 80 pays dans le monde à travers 800 concessionnaires. Tous les matériels sont conçus et fabriqués dans l'usine italienne de Coni, dans le Piémont.

### La gamme de produits
La production Merlo est spécialisée sur les chariots télescopiques : 
- électriques : e-Worker 25.5 : batteries 960 Ah, autonomie 8 heures, portée 2,5 tonnes à 5 mètres de hauteur,
- compacts : Panoramic P et TurboFarmer TF : 2,7 à 3,3 tonnes - 6 à 7 mètres de hauteur,
- moyenne capacité : TurboFarmer TF : 3,3 à 4,2 tonnes à 7/10 mètres,
- haute capacité : TurboFarmer TF : 4,5/12 tonnes à 8/18 mètres,
- stabilisés : Panoramic P et TurboFarmer TF : 3/5 tonnes à 10/18 mètres,
- rotatifs : Roto R : 4/7 tonnes à 16/35 mètres,
- tracteurs télescopiques agricoles : MultiFarmer MF : 3,4 - 4,4 tonnes à 7/9 mètres.

Merlo propose aussi :
- petit dumper DM9 4x4 et directrices, 100 ch DIN, benne pivotante à 90° gauche et droite : charge utile 9 tonnes / 4,9 m3,
- bétonnière Merlo DBM2500 & DBM3500 4x4 et directrices, 100 ch DIN, bétonnière auto-chargeuse pivotante 90° gauche et droite, 2,5 et 3,5 m3 de béton,
- tracteur : TreEmme MM 250X & 350X : 4x4, 240/340 ch DIN, apte à utiliser tous types d'accessoires TreEmme et autres marques,
- tracteur spécifique collectivités TreEmme MM135MC & MM160 MC : 4x4 avec bras articulé télescopique, 135/160 ch DIN,
- mini transporteur polyvalent à chenilles Cingo : 7 modèles : 1 électrique M600TD-e et 6 avec moteur essence ou diesel, 230 à 800 kg de charge utile, largeur 68 à 100 cm.
- accessoires TreEmme :
  - Fourches standard et tablier porte-fourches extra large,
  - Godet : godet 4x1 : 5 modèles 1,35 à 2,7 m3, avec trappe, de reprise, terrassements, désileuse chargeuse, malaxeur, multifonction avec griffe, vrac et vrac renforcé, à déchets, lame de poussée céréales,
  - Fourches et pinces : 2/3 dents, 4 dents pliable avec protection hydraulique, fumier avec/sans griffe, double pour balles rondes,
  - Crochets : crochet de levage direct, de levage avec treuil, fléchette, fléchette avec treuil, potence, potence avec extension hydraulique,
  - Plateformes : nacelle Merlo SPACE sur bras télescopique 9/11 mètres, plateforme mono-utilisateur fixe, plateforme trilatérale extensible,
  - Spécial : basculeur de bennes, conteneurs, flèche porte-cintres, manipulateur cylindres, panier pour matériaux, pinces doubles pour grumes, pince pour fûts, pince pour tuyaux Ø 60 à 700 mm (pipe-handler).

## Récompenses et distinctions
- 1993 - Médaille d'Or de l'innovation technologique au Samoter Vérone pour le système en hauteur Merlo SPACE et 3 awards à la London Sed : les médailles d’or et d'argent pour l’innovation technologique du nouveau chargeur P 25.9 et “The Best Newcomer Award”.
- 1996 - Médaille d'argent à la London Sed pour les solutions novatrices du ROTO 30.13 EV et la médaille d’or au Samoter Vérone pour le nouveau joint électronique opto-couplé révolutionnaire, inventé pour les machines à tourelles rotatives.
- 1997 - Le chargeur télescopique P 28.7 EVT TurboFarmer est désigné "Machine de l'Année 1997" lors de la 44e Finale Nationale du Travail Rural.
- 2001 - Le MultiFarmer est récompensé par la Médaille d'argent à l'Agritechnica de Hanovre pour son innovation technique en agriculture.
- 2002 - Le MultiFarmer reçoit le prix "Machine de l'année" au Smithfield Show de Londres.
- 2003 - Le MultiFarmer est récompensé pour sa technologie avancée dans le domaine agricole à la plus grande foire agricole australienne, Dowerin Gwn Field Days.
- 2002 - Le CINGO est récompensé pour son innovation lors du salon international de la floriculture, le Flormart-Miflor de Padoue.
- 2005 - Merlo reçoit le prix "Nouveauté technique 2005" au SaMoTer pour le Roto MCSS.
- 2011 - Prix « Nouveauté technique Samoter 2011 » pour le premier chargeur télescopique hybride

Merlo Panoramic P 41.7 Hybrid, le premier chargeur télescopique hybride au monde.
- 2011 - Mention spéciale pour le Roto 60.24 Mcss au Saie de Bologne, récompense pour ses performances et sa sécurité.
- 2011 - Système Cingo Solar récompensé au Salon Agrilevante de Bari, système innovant pour le nettoyage des panneaux solaires.
- 2012 - Amilcare Merlo reçoit le prix Ernst & Young de l'"Entrepreneur de l'année" dans la catégorie Industrial Products « pour avoir déclenché un plan d’expansion internationale la conduisant à présider les marchés européens et non européens grâce à des politiques commerciales innovantes, à la modernisation des installations de production et à une évolution technologique constante de ses produits ».
- 2012 - Prix agriculture « INEL D'OR » reçu à Rennes, qui récompense les meilleures innovations dans le domaine agricole, pour les innovations apportées par le nouveau système Merlo CDC (Contrôle Dynamique de la Charge).
- 2012 - Prix agriculture « Innovation technique 2012 » pour le système de sécurité Contrôle Dynamique de la Charge CDC au Salon International EIMA de Bologne.
- 2012 - Prix « Un’impresa ad Arte » - Le groupe Merlo a été récompensé : « pour être devenu un groupe leader dans le secteur, tant au niveau de la conception que de la production, grâce à l’utilisation de technologies avancées, à la recherche et à l’expérimentation continues, et au développement de systèmes innovants, garantissant une fiabilité absolue et des performances de haut niveau qui en ont fait un point de référence au niveau international ».
- 2012 - Récompense au Salon de la Mécanisation Agricole de Savigliano pour le système innovant de Contrôle Dynamique de la Charge (CDC) pour sa sécurité et ses performances.
- 2012 - « Grand Prix » à Techagro de Brno pour le chargeur télescopique P40.7 CS équipé du système CDC révolutionnaire, qui renforce la sécurité tout en assurant des performances exceptionnelles.
- 2014 - Merlo Spa "Entreprise Centenaire", inscrite au registre des entreprises historiques. Créée en 1911, le groupe Merlo entre ainsi dans l’élite des sociétés « centenaires ». La cérémonie officielle de remise des prix s'est tenue le 5 octobre 2014 à la salle des honneurs de la Chambre de commerce de Coni.
- 2014 - TF42.7 Hybrid : Médaille d'or à Agritechnica de Hanovre, le premier chargeur télescopique hybride au monde, pour l’innovation technologique. Merlo reçoit aussi : 
  - le prix « Machine de l’année » pour les nouveaux Turbofarmer modulaires,
  - le prix « Pilier de la mécanisation agricole » pour les Multifarmer.
- 2014 - Prix de l'""Innovation Technique" au Salon de la Mécanisation de Savigliano pour les nouveaux Turbofarmer modulaires Moyenne Capacité et au système de sécurité breveté MTSS (Merlo Transversal Stability System).
- 2015 - « Machine de l'Année 2015 » pour la gamme Turbofarmer Compacts et Moyenne Capacité au Sima de Paris.
- 2015 - « Médaille d'or » à Intermat Innovation Award 2015 pour le système Merlo Transversal Stability System (MTSS), dans la catégorie Engineering & System.
- 2015 - La société Merlo fait son entrée au « Guinness des Records » pour le plus long voyage effectué avec un chargeur télescopique (4 296 km), de l’Italie à la Finlande, par Leo Terguieff avec un Merlo P25.6.
- 2017 - Mention spéciale au Samoter Vérone pour le système de sécurité ASCS -

Adaptive Stability Control System, présenté en avant-première sur les modèles Roto.
- 2020 - Mention technique pour le système de sécurité "Adaptive Load Management System" au Salon de la Mécanisation Agricole de Savigliano.
- 2020 - « Samoter Innovation Award » pour le chargeur télescopique électrique e-WORKER.

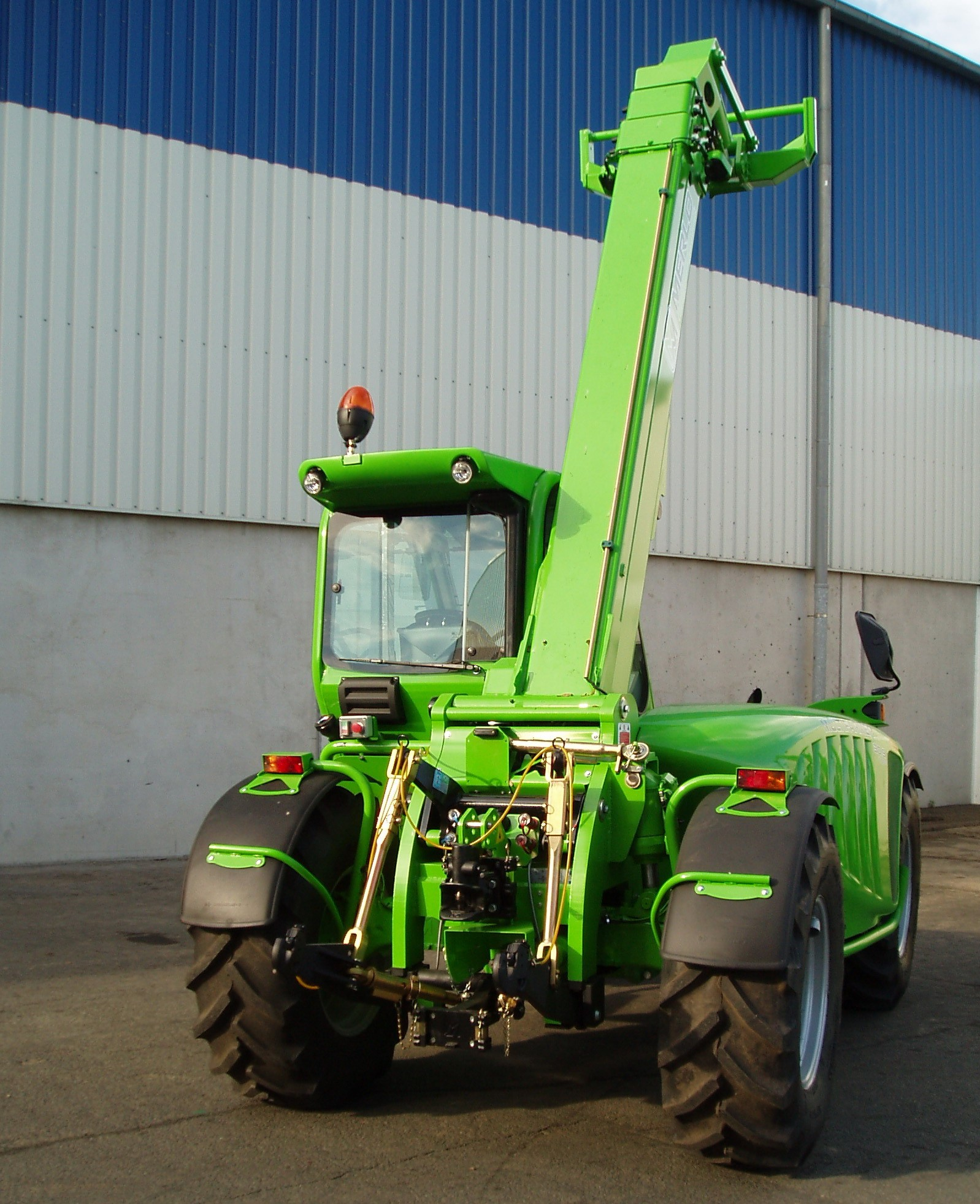
Multifarmer, chariot télescopique et tracteur (agriculture)
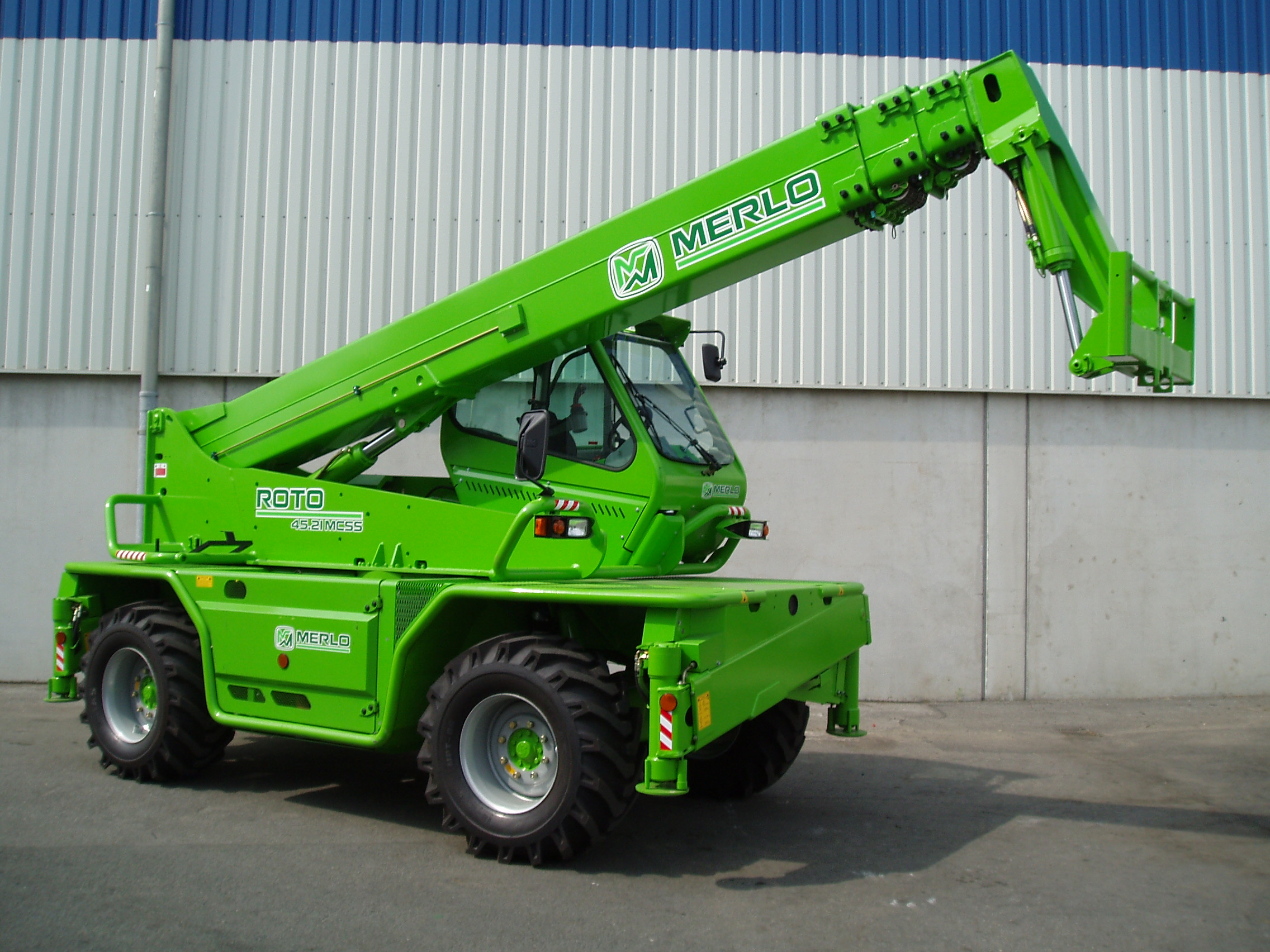
Roto 45.21 MCSS avec tourelle rotative (4,5 tonnes à 21 mètres)
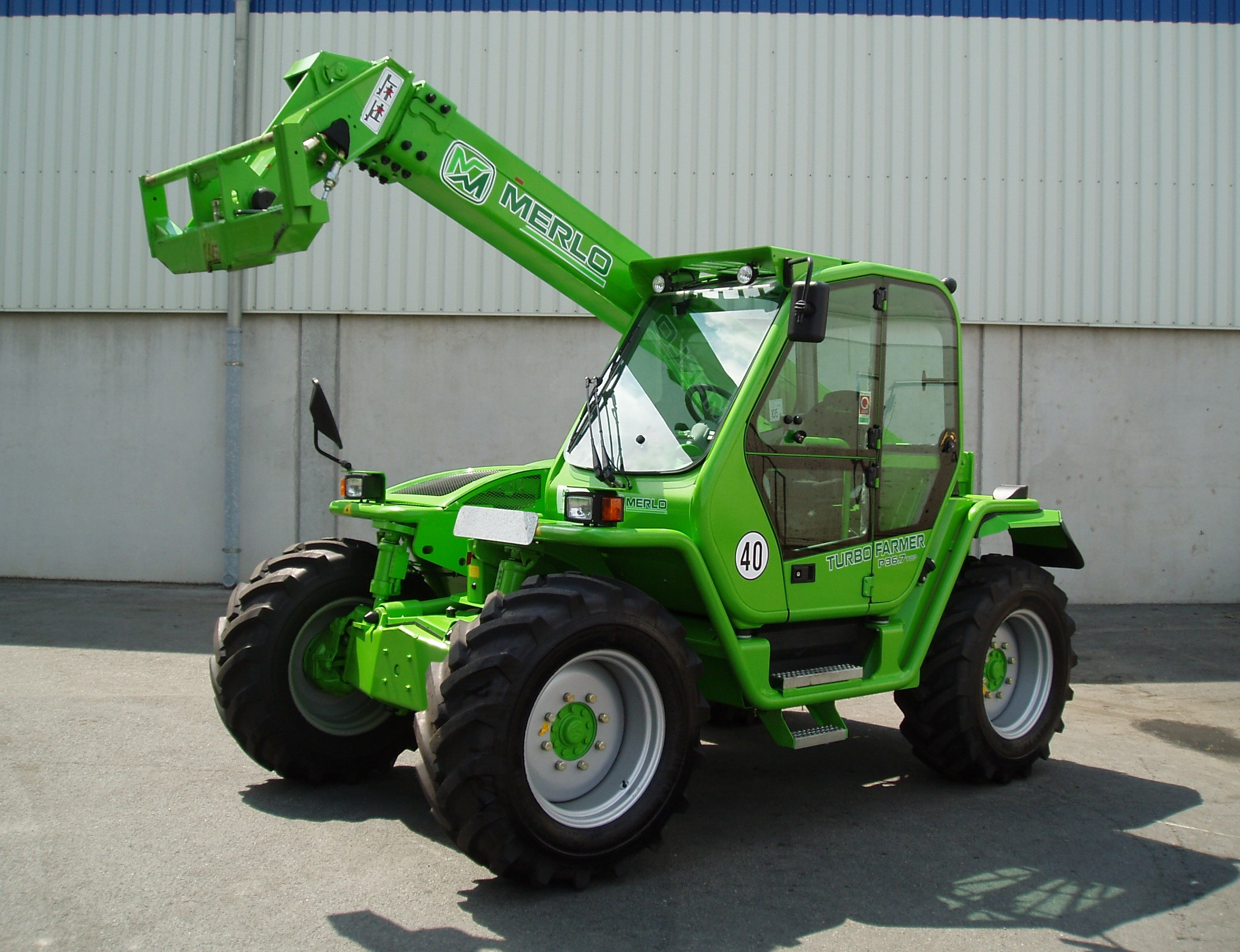
Turbofarmer-Serie avec une capacité de levage de 4,1 t à 10 m de hauteur (agriculture)
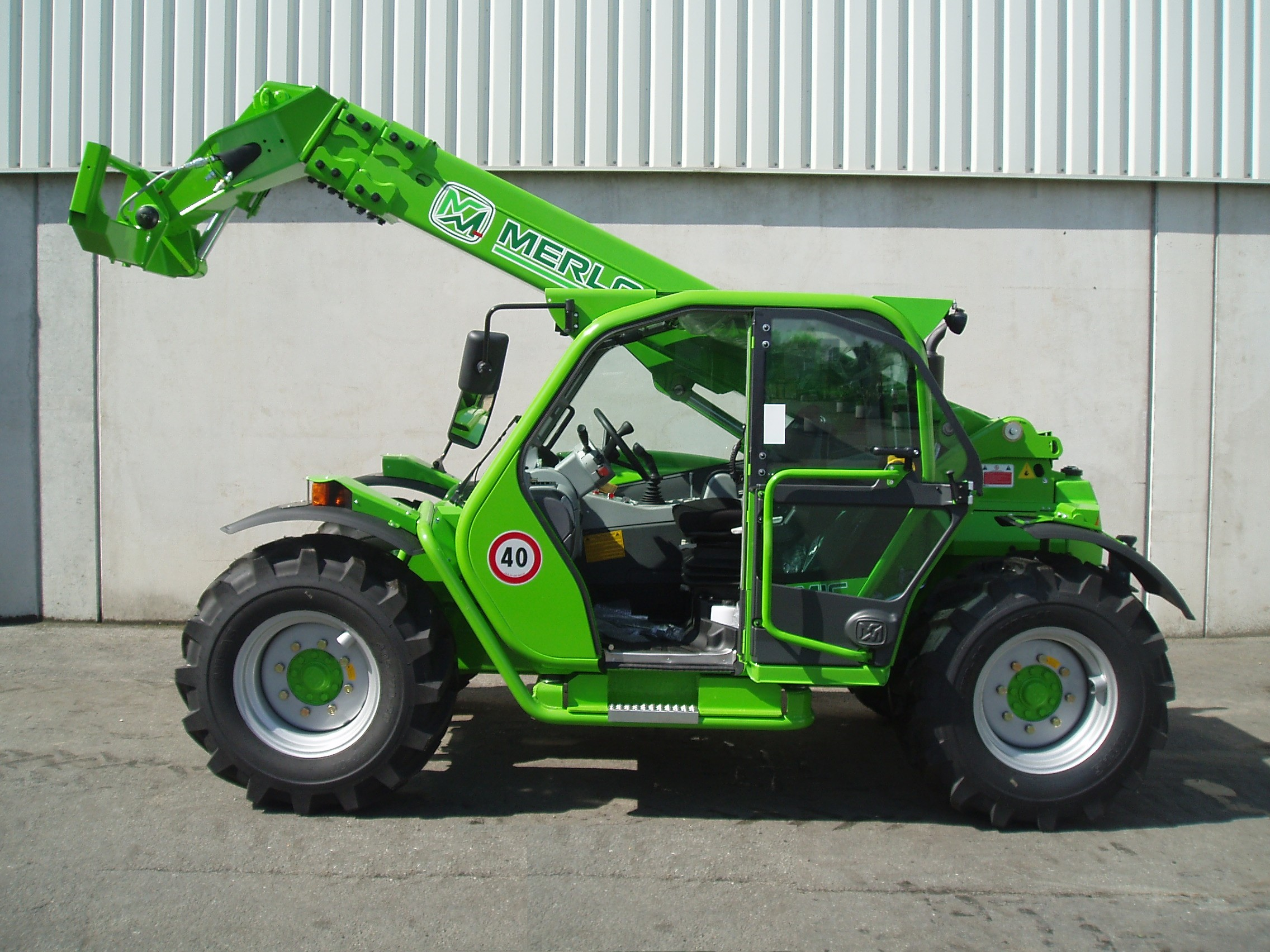
Chariot télescopique compact P 28.8 L pouvant soulever les charges de 28,8 tonnes jusqu'à 2 m de hauteur (chantier)
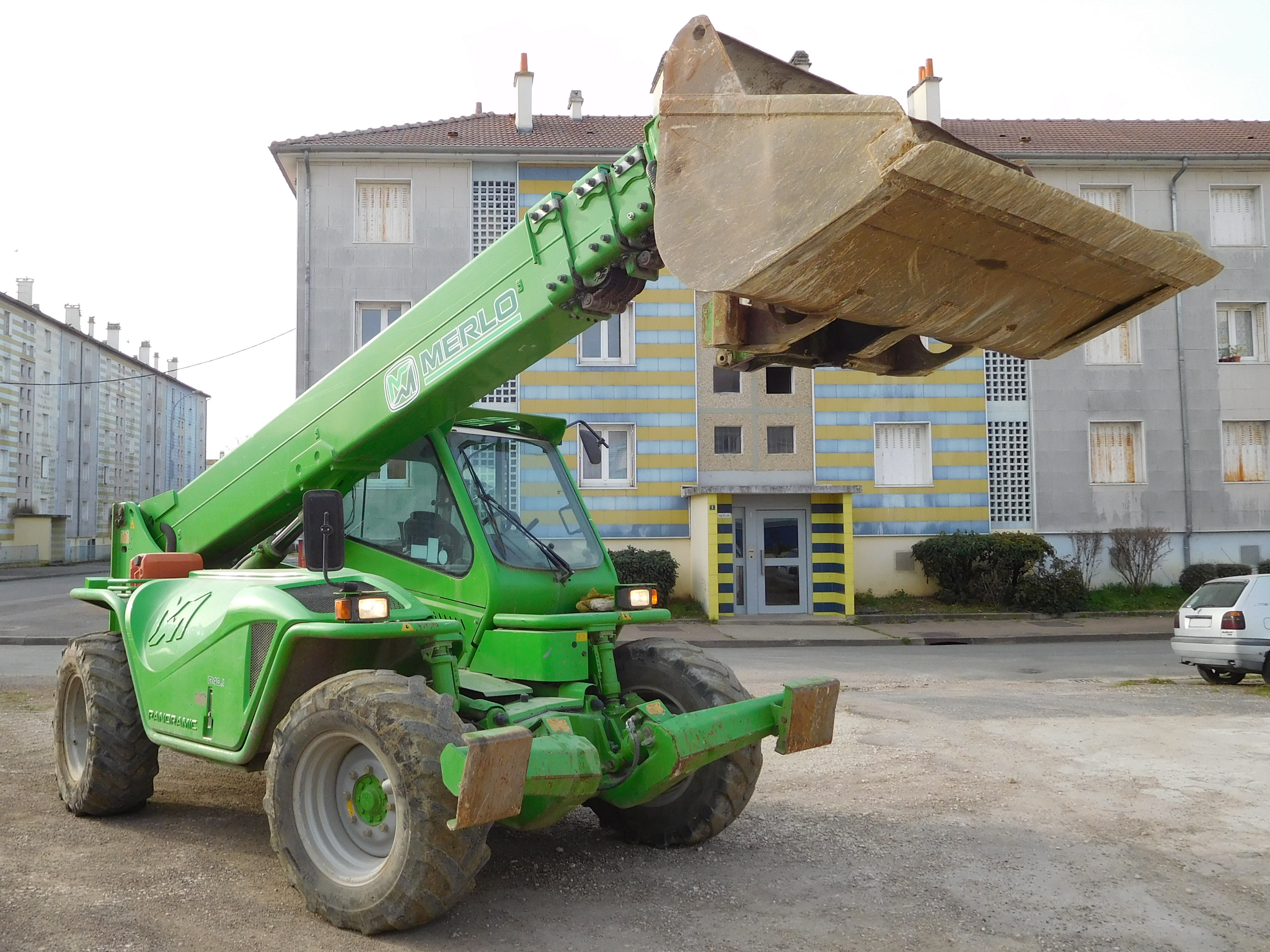
Chariot télescopique Merlo P40.17, charge max. 4,00 t (PTC engin 10,35 t) (2013)
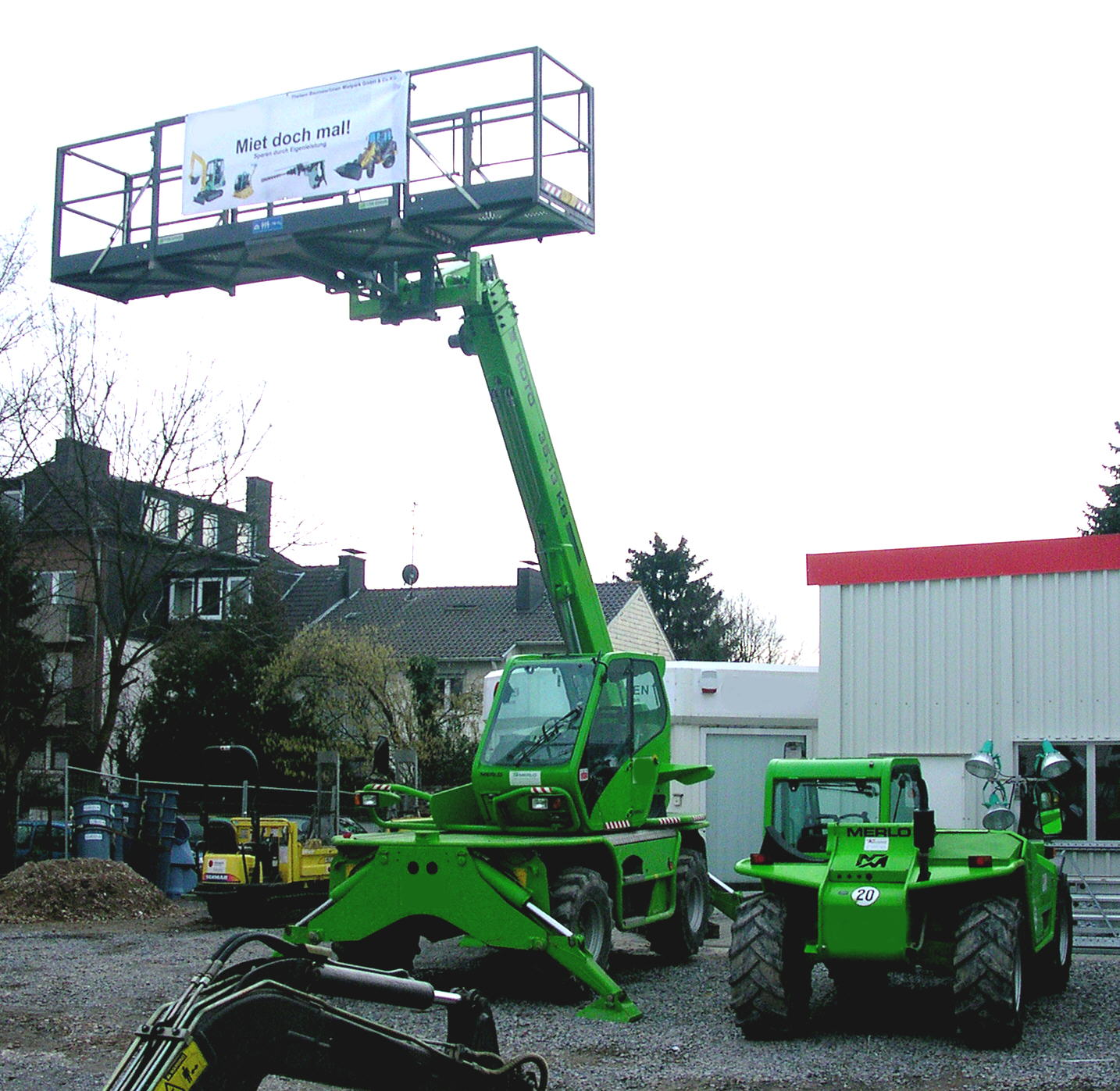
Chariot télescopique à double commande avec nacelle
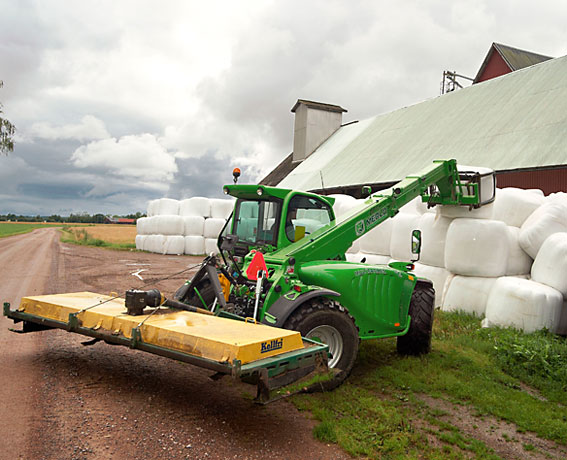
Merlo Multifarmer (version agricole) équipé d'un broyeur à l'arrière, (2007)
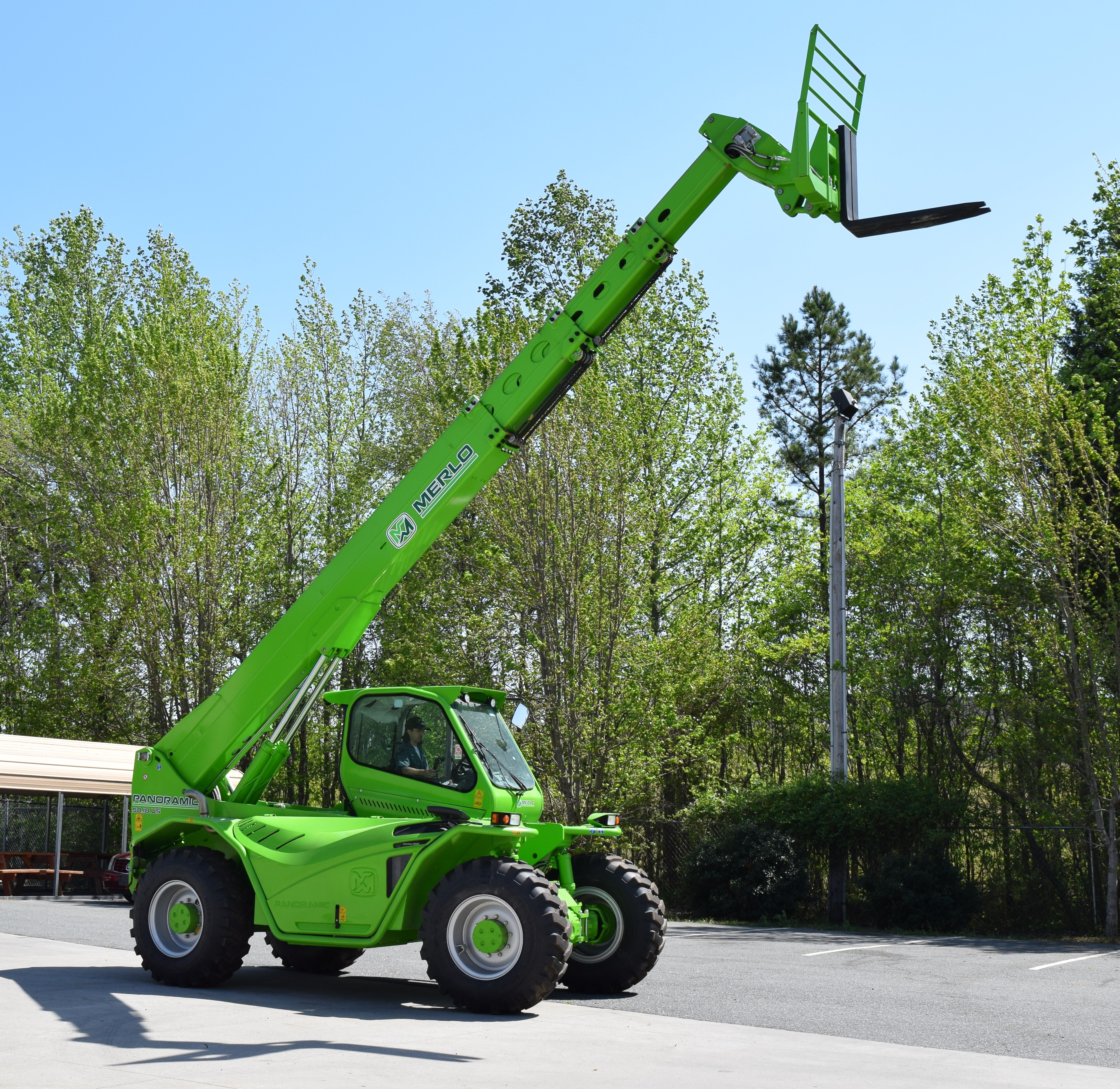
Chariot télescopique Merlo P50.18, 4 tonnes à 26 mètres
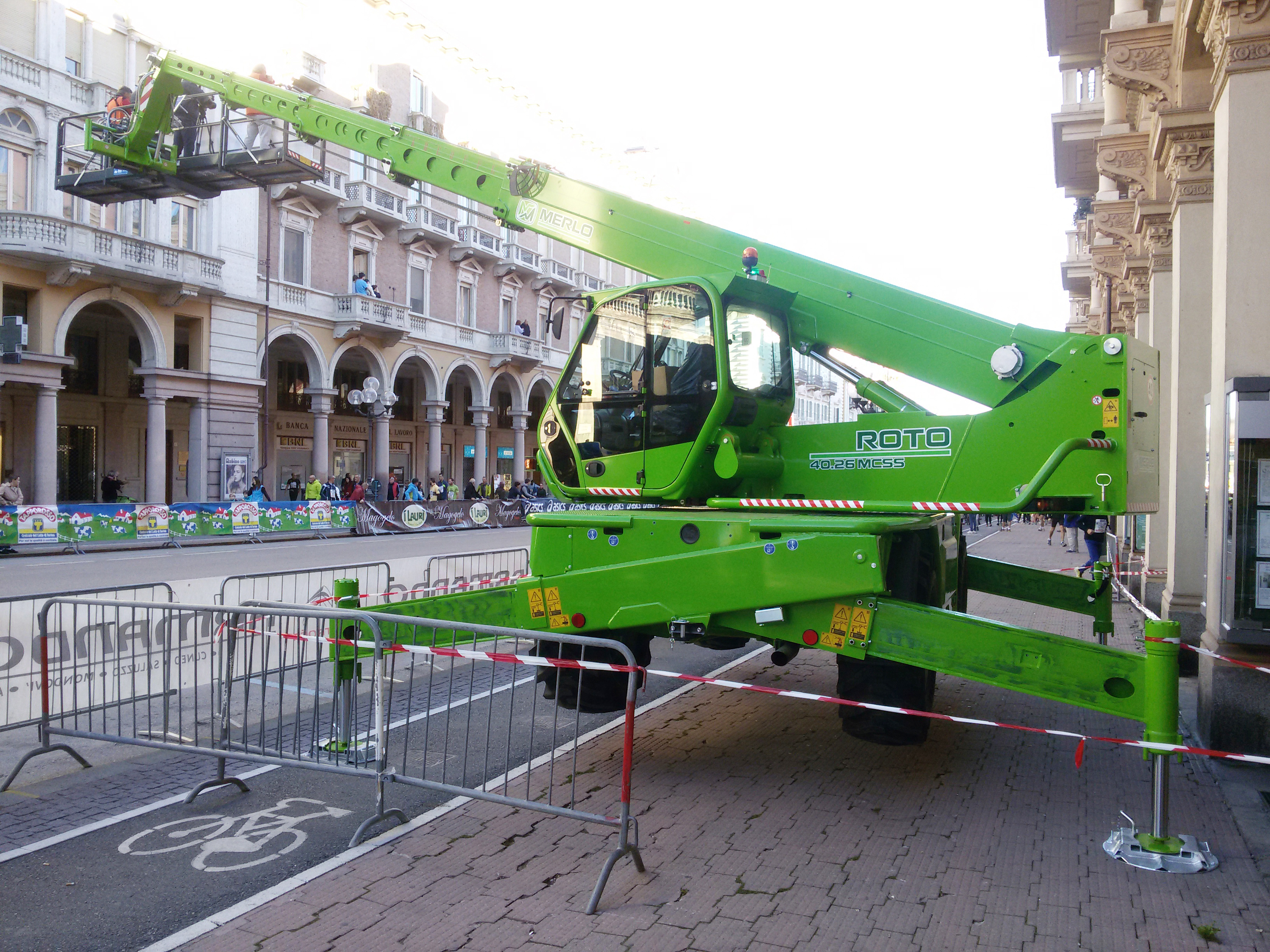
Plateforme Merlo Roto 40.26 MCSS à tourelle rotative (4 tonnes à 26 mètres)
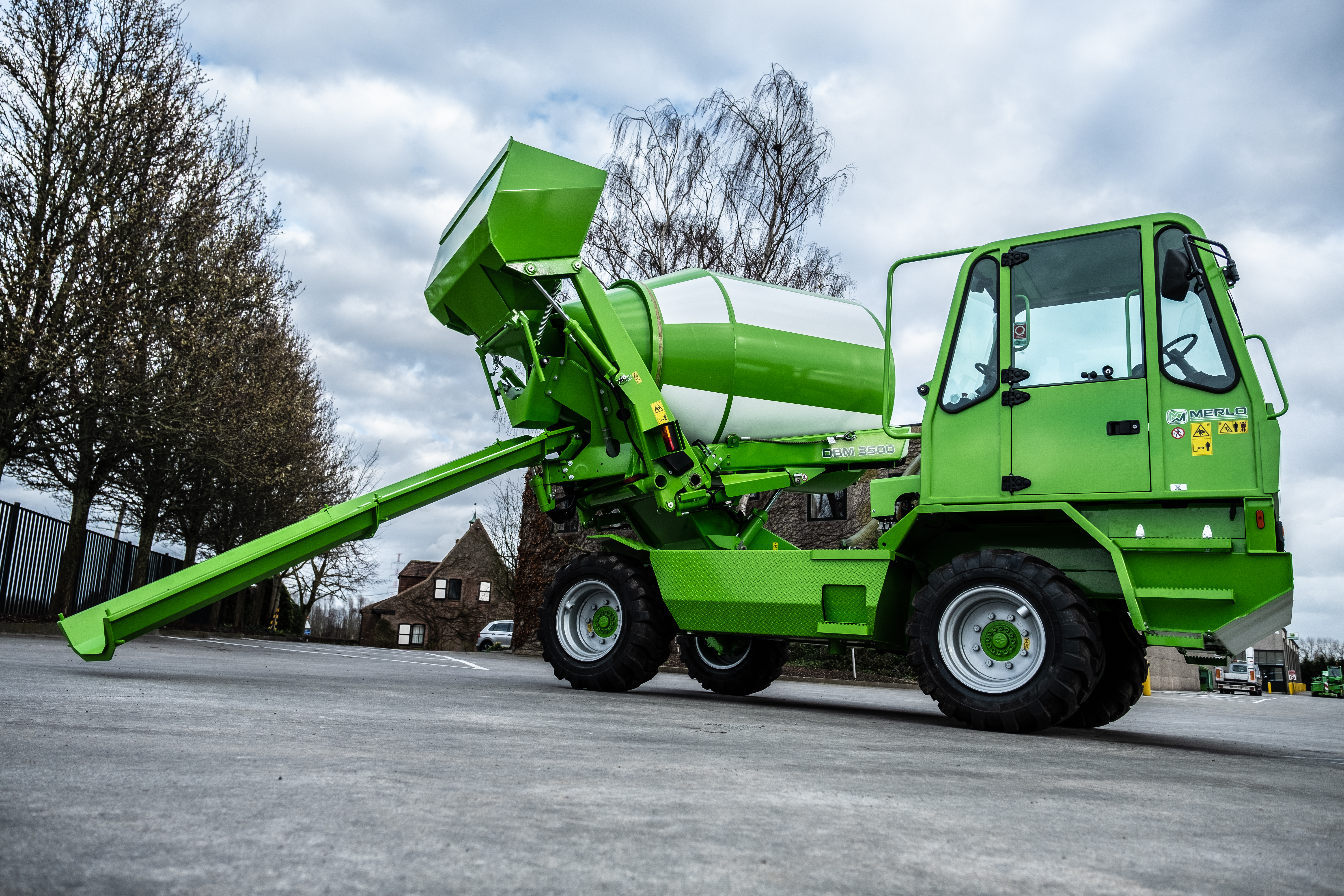
Merlo bétonnière mobile type DBM
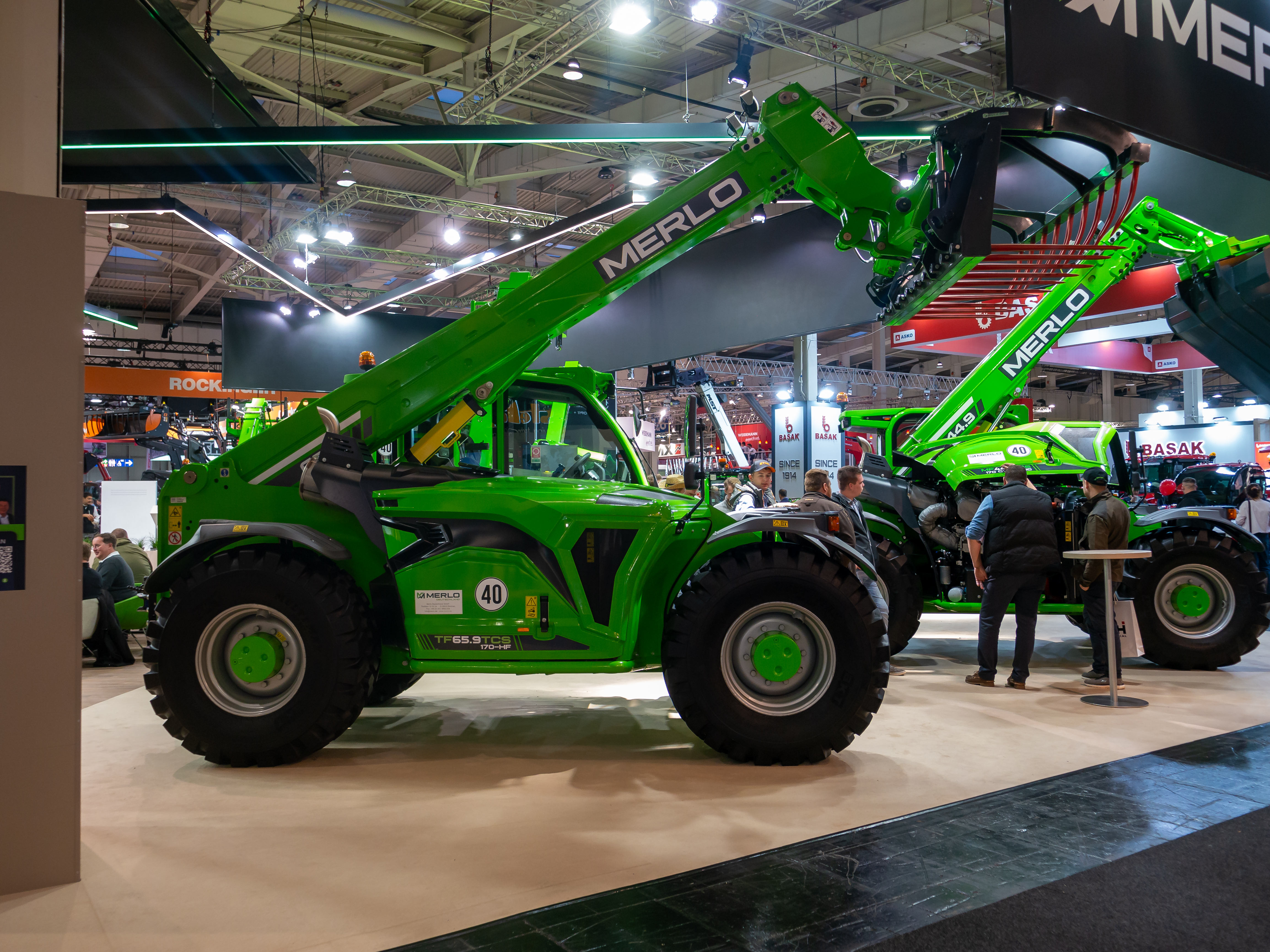
Merlo TF 65.9 TCS (Agritechnica 2023)
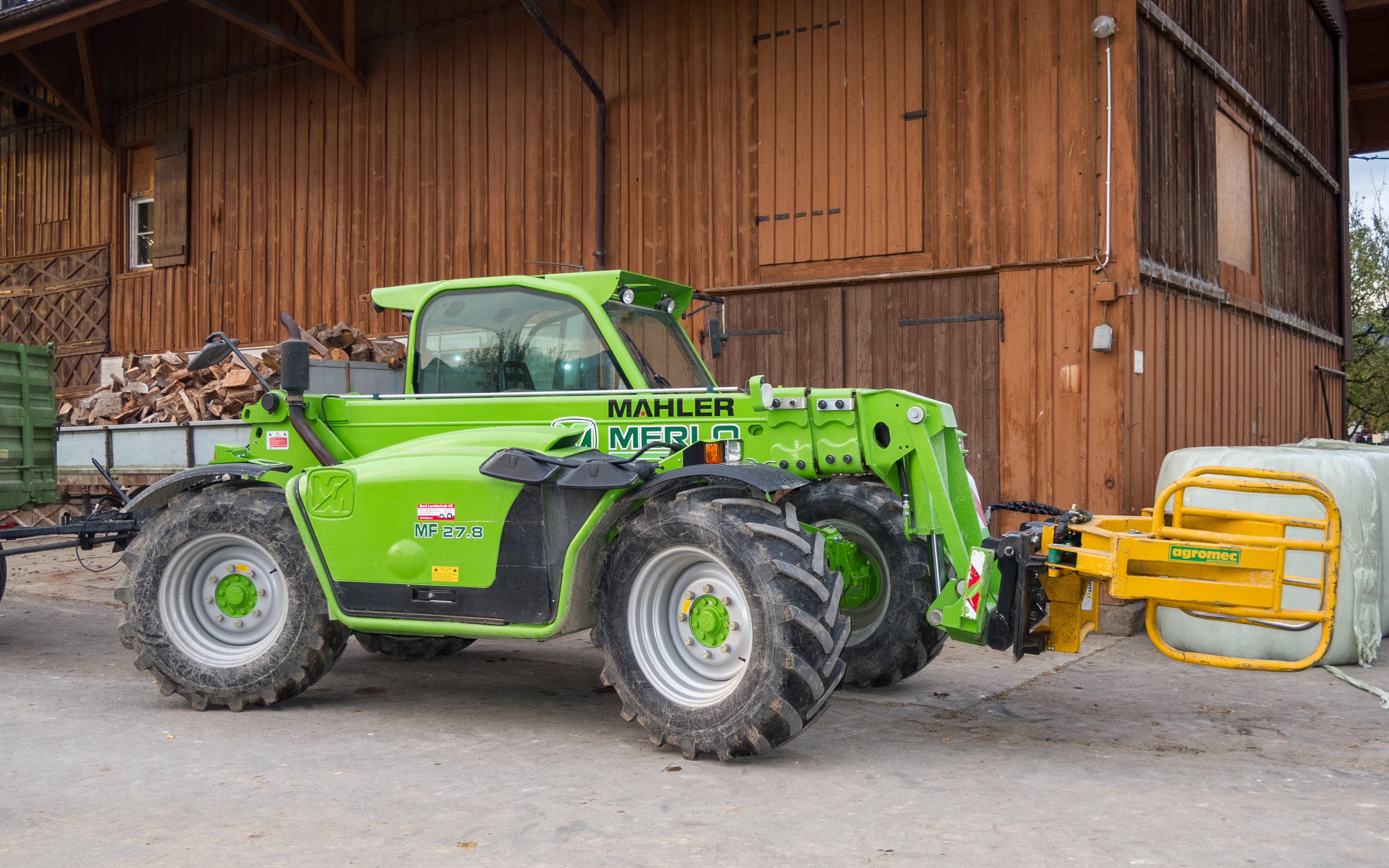
Merlo MF 27.8

## Concurrents
Les principaux concurrents de Merlo SpA sont :
- Bobcat Corp
- Class KGaA mbH
- Case New-Holland
- Caterpillar Inc
- Deutz-Fahr
- Dieci SpA
- Faresin SpA
- Genie Corp
- Haulotte SA
- JCB Ltd
- JLG Industries Inc
- Magni TH SpA
- Manitou SA
- Massey Ferguson Co
- Weidemann GmbH